# 菲奥娜·约翰逊
菲奥娜·约翰逊（英語：Fiona Johnson，1983年4月12日—），澳大利亚女子曲棍球运动员。她曾代表澳大利亚参加2010年英联邦运动会曲棍球比赛，获得一枚金牌。她也曾参加2008年夏季奥林匹克运动会。